# Nanyamba (Bezirk)
Nanyamba ist ein Verwaltungsbezirk (Ward) des Distrikts Nanyamba Town Council in der tansanischen Region Mtwara. 

## Geografie
Der Stadtbezirk Nanyamba liegt im Südosten von Tansania etwa 60 Kilometer südwestlich der Regionshauptstadt Mtwara.
Das Klima in der Stadt ist tropisch, Aw nach der effektiven Klimaklassifikation. Die Niederschläge fallen überwiegend in den Monaten November bis April, im Jahresschnitt regnet es 997 Millimeter. Der wärmste Monat ist mit 26,1 Grad Celsius der Dezember, am kühlsten ist der Juli mit 22,8 Grad.
Bei der Volkszählung 2022 lebten hier 11.336 Menschen in 3403 Haushalten.

## Gliederung
Der Bezirk besteht aus sechs Stadtteilen (Mtaa):
- Namkuku
- Nanyamba
- Nanyamba B
- Mibobo
- Madina
- Kilimanjaro

## Wirtschaft und Infrastruktur
- Gesundheit: Im Stadtbezirk liegen ein staatliches Distriktkrankenhaus[7] und ein privates Gesundheitszentrum.[8] Dieses wurde 1960 von den Schwestern vom Göttlichen Erlöser eröffnet und betreut Patienten ambulant und stationär.[9]
- Bildung: Die Nanyamba Secondary School und die Mbembaleo Secondary School sind staatliche weiterführende Schulen für Burschen und Mädchen mit einer Ausbildung bis zur 4. Stufe.[10][11]
- Gericht: Nanyamba ist Standort eines Gerichts erster Instanz.[12]